# Carl Erik Mannerheim

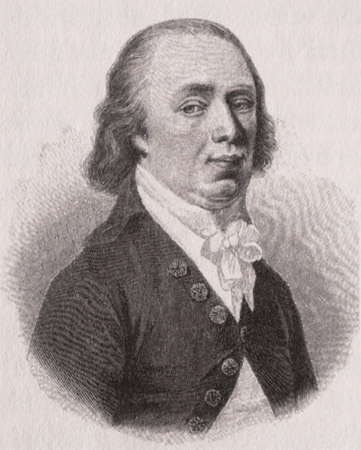
Carl Erik Mannerheim.

Carl Erik Mannerheim, född 14 december 1759 på Nisshyttans bruk i Dalarna, död 15 januari 1837 i Åbo, var en finländsk greve, ämbetsman och politiker. 

## Biografi
Mannerheim dömdes till döden för medverkan i Anjalaförbundet men benådades. Han var då major vid Åbo läns infanteri, men lämnade krigstjänsten något år senare. Han köpte den gamla ätten Flemings släktgård Villnäs och tänkte ägna sig åt jordbruk. Mannerheim var därför civilist under Finska kriget till dess att han inträdde i rysk tjänst. År 1809 blev han krigsråd i Finland, därefter geheimeråd, statsråd och ledamot av regeringskonseljen i Finland. År 1816 blev Mannerheim landshövding i Åbo och Björneborgs län och 1826 vice ordförande i Finlands senat samt chef för senatens ekonomiedepartement 1822–1826. Han blev greve i Finland 1824.
Carl Erik Mannerheim var son till översten friherre Johan Augustin Mannerheim och Helena Maria Söderhielm. Han var gift med Wendela von Willebrand. Deras ena son var Carl Gustaf Mannerheim som var farfar till president Gustaf Mannerheim.